# 郭传杰
郭传杰（1944年—），汉族，湖北浠水人，1967年毕业于武汉大学化学系元素有机专业，研究员，博士生导师，中华人民共和国政治人物、第十一届全国政协委员。
加入中国共产党，担任中国科学院原党组成员、中国科技大学原党委书记。2008年，当选第十一届全国政协委员，代表教育界，分入第四十二组。并担任教科文卫体委员会专委。